# Пинский, Леонид Ефимович
Леони́д Ефи́мович Пи́нский  (24 октября (6 ноября) 1906, Брагин, Речицкий уезд, Минская губерния, Российская империя — 26 февраля 1981, Москва, СССР) — советский литературовед, доктор филологических наук, специалист по истории западноевропейской литературы XVII—XVIII веков, мыслитель-эссеист.

## Биография
Родился в Брагине Минской губернии, в семье меламеда, которая позже переехала на Украину. Среднюю школу окончил в 1923 году в Новгороде-Северском, после чего работал в сельских школах Черниговской области. В 1926—1930 годах учился на литературно-лингвистическом отделении Киевского университета, одновременно работая учителем в киевской школе. После окончания университета распределён преподавателем украинской литературы в Молдавский педагогический институт (Тирасполь). С 1933 года — в Москве, в 1933—1936 годах — аспирант кафедры всеобщей литературы Московского педагогического института имени Бубнова (научный руководитель — Борис Пуришев), защитил кандидатскую диссертацию «Смех Франсуа Рабле». Затем два года работал в Курском пединституте.
С 1938 года — доцент кафедры истории зарубежных литератур филологического факультета Московского института философии, литературы и истории (ИФЛИ, с 1942 года преобразован в филологический факультет МГУ). В октябре 1941 года добровольцем ушёл на фронт в составе 3-й дивизии московского народного ополчения. Согласно правительственному распоряжению о возвращении научных работников, служивших рядовыми, он был отозван в феврале 1942 года для преподавательской работы в МГУ. По совместительству читал лекции в Ярославле и Загорске, а с 1944 года — ещё и в Военном институте иностранных языков (читал там курс классических литератур Востока). С 1948 года подвергался взысканиям со стороны парторганизации филологического факультета МГУ за «низкопоклонство перед Западом» и «космополитизм»; в защиту учёного выступили студенты, среди которых Пинский пользовался огромным авторитетом.
В июне 1951 года, в разгар борьбы с космополитизмом, Пинский по доносу активного секретного сотрудника органов госбезопасности в тогдашней гуманитарной среде Якова Эльсберга («...превратно излагая содержание многих бесед с ним на литературные темы, Эльсберг охарактеризовал мои убеждения и высказывания в духе желательном для органов. (...) Лишь на основании этих показаний, повторенных Эльсбергом и на суде, я был осужден — недаром в приговоре по моему делу в качестве свидетеля обвинения назван только Эльсберг») был арестован органами госбезопасности, осуждён по статье 58-10 ч. 1 УК РСФСР на 10 лет лагерей и пожизненную ссылку в отдалённые районы Сибири. Срок отбывал в Унженских исправительно-трудовых лагерях. В сентябре 1956 года реабилитирован Верховным судом СССР.
Жил в Москве. К преподаванию допущен не был (или сам не захотел вернуться в университет), работал над статьями по истории европейской культуры: основной областью его энциклопедических интересов была эпоха Возрождения, прежде всего — в Англии и Испании (Шекспир, Грасиан, Сервантес). Пинский высоко оценил диссертацию М. Бахтина о творчестве Рабле, вместе с другими способствовал публикации её книгой, написал развернутую рецензию на монографию в журнале «Вопросы литературы» (1966), поддерживал отношения с Бахтиным до самой его смерти. Опубликовал две книги исследований по западноевропейской литературе, ему принадлежит послесловие к публикации «Разговора о Данте» О. Мандельштама (1967). В 1963 году был принят в Союз писателей СССР.
В 1960—1970-е годы Пинский принимает активное участие в диссидентском движении. У себя дома он вместе с женой организует так называемые «пятницы» — еженедельные дружеские собрания деятелей советской подпольной культуры, на которых обсуждались актуальные вопросы философии, литературы, искусства и общественной жизни. В них участвовали, среди прочих, В. Шаламов, Венедикт Ерофеев, А. Галич, В. Некрасов, И. Губерман, А. Штромас. Пинский дружил с Надеждой Мандельштам, Евгенией Гинзбург, Борисом Чичибабиным, Григорием Померанцем, Всеволодом Некрасовым, Генрихом Сапгиром, Вадимом Козовым. Также он поддерживал тесные связи с художниками-«лианозовцами», был дружен с Оскаром Рабиным, Анатолием Зверевым, принимал участие в издании журнала «Синтаксис».
В марте 1966 года вместе с большой группой писателей и учёных подписал коллективное письмо Президиуму XXIII съезда КПСС с просьбой об освобождении на поруки А. Синявского и Ю. Даниэля. Принимал участие во множестве других петиций и кампаний в защиту политзаключённых.
В мае 1972 года в квартире Пинского был произведен обыск сотрудниками КГБ. Леониду Ефимовичу была перекрыта дорога в печать. Он прочёл несколько лекций на дому в узком кругу друзей, продолжил внежанровые фрагментарные записи лагерного времени (эссе, афоризмы, поденные записки), лишь частично опубликованные перед самой его смертью под псевдонимом в журнале «Синтаксис», а в развёрнутом, систематизированном виде изданные книгой лишь много лет спустя (2007). Множеству замыслов учёного было не суждено реализоваться.
Леонид Ефимович Пинский скончался от скоротечной раковой болезни. Похоронен на Ваганьковском кладбище.

## Семья
Жена — Евгения Михайловна Лысенко (1919−2005), переводчик.

## Творчество
В своей первой крупной работе «Ренессанс и барокко» в поисках понятия, которое выделило бы своеобразие реализма Возрождения, Пинский выдвинул термин «фантастический реализм», но затем в книге «Реализм эпохи Возрождения» он заменяет термин другим — «антропологический реализм». В этой книге Пинский выводит пять деятелей ренессансной культуры: Эразм Роттердамский, Рабле, Шекспир, Бенвенуто Челлини и Сервантес.
В фундаментальном труде «Шекспир. Основы драматургии» Пинский выдвинул понятие «магистрального сюжета». Магистральный сюжет шекспировских трагедий по Пинскому таков:

Это судьба человека в обществе, возможности человеческой личности при недостойном человека («бесчеловечном») миропорядке. Герой идеализирует в начале действия свой мир и себя, исходя из высокого назначения человека; он проникнут верой в разумность системы жизни и в свою способность самому свободно и достойно творить свою судьбу. Действие строится на том, что протагонист на этой почве вступает с миром в великий конфликт, который приводит героя через «трагическое заблуждение» к ошибкам и страданиям, к проступкам или преступлениям, совершаемым в состоянии трагического аффекта. В ходе действия герой осознаёт истинное лицо мира (природу общества) и реальные свои возможности в этом мире (собственную природу), в развязке погибает, своей гибелью, как говорят, «искупает» свою вину, «очищается», освобождаясь от роковых иллюзий,— и вместе с тем утверждает во всем действии и в финале величие человеческой личности как источник её трагически «дерзновенной свободы».

## Основные труды
- «Реализм эпохи Возрождения» (1961)
- «Шекспир. Основные начала драматургии» (1971)
- «Магистральный сюжет» (1989):
  - Лирика Франсуа Вийона и поздняя готика
  - Комедии Шекспира
  - Пертская Красавица (о Вальтере Скотте)
  - «Гусман де Альфараче»
  - Испанский «Хромой Бес»
  - Жизнь и творчество Бальтасара Грасиана
  - Сюжет-фабула и сюжет-ситуация (о Сервантесе)
  - Комическое
  - Юмор
  - Новая концепция комического (о книге Бахтина)
  - Поэтика Данте в освещении поэта (о книге Мандельштама «Разговор о Данте»)
- «Ренессанс. Барокко. Просвещение» (2002):
  - Ренессанс и барокко
  - Эразм Роттердамский и его «Похвальное слово Глупости»
  - «Жизнеописание» Челлини и ренессансная этика «доблести»
  - Кристофер Марло. «Трагическая история доктора Фауста» [Предисловие]
  - Сюжет «Дон Кихота» и конец реализма Возрождения
  - «Гусман де Альфараче» и поэтика плутовского романа
  - Испанский «Хромой Бес»
  - Жизнь и творчество Бальтасара Грасиана
- «Минимы» (2007)
- Почему Бог спит (2019)

## Отдельные работы
- Ренессанс и барокко // Мастера искусства об искусстве. Т. 1. М., 1937
- Реализм Возрождения // Ученые записки кафедры истории всеобщей литературы, вып. II. Изд. МГПИ им. А. С. Бубнова. М., 1937. С. 5—42
- Отзыв о книге М. М. Бахтина Творчество Рабле и проблема народной культуры средневековья и Ренессанса// М. М. Бахтин: pro et contra. Т.1. СПб.: РХГИ, 2001. С. 390—397